# Regierung Jambon
Die Regierung Jambon war die sechzehnte flämische Regierung. Sie amtierte seit dem 2. Oktober 2019 bis zum 30. September 2024.
Bei der Wahl zum Europäischen Parlament 2019, die zeitgleich mit der Wahl zum flämischen Parlament am 26. Mai 2019 stattfand, wurde Ministerpräsident Geert Bourgeois als Abgeordneter ins Europaparlament gewählt. Zu seiner Nachfolgerin wurde Liesbeth Homans (N-VA) als Ministerpräsidentin einer Übergangsregierung von Neuflämischer Allianz (N-VA), Christdemokraten (CD&V) und Liberalen (Open VLD) gewählt. Am 2. Oktober wurde Jan Jambon (N-VA) neuer Ministerpräsident.

## Zusammensetzung
| Amt | Name                 | Partei   | Beginn der Amtszeit | Ende der Amtszeit  |
| --- | -------------------- | -------- | ------------------- | ------------------ |
| Ministerpräsident und Minister für Äußeres, Kultur und Digitalisierung                                                      | Jan Jambon           | N-VA     | 2. Oktober 2019     | 30. September 2024 |
| stellvertretende Ministerpräsidentin und Ministerin für Wirtschaft, innovation, Arbeit, Sozialwirtschaft und Landwirtschaft | Hilde Crevits        | CD&V     | 2. Oktober 2019     | 30. September 2024 |
| stellvertretender Ministerpräsident und Minister für Inneres, Gesellschaft, Einbürgerung und Chancengleichheit              | Bart Somers          | Open VLD | 2. Oktober 2019     | 30. September 2024 |
| stellvertretender Ministerpräsident und Minister für Bildung, Sport, Tierwohl und die flämische Peripherie von Brüssel      | Ben Weyts            | N-VA     | 2. Oktober 2019     | 30. September 2024 |
| Ministerin für Justiz, Umwelt, Raumordnung, Energie und Tourismus                                                           | Zuhal Demir          | N-VA     | 2. Oktober 2019     | 30. September 2024 |
| Minister für Wohlfahrt, Gesundheit, Familie und Armutsbekämpfung                                                            | Wouter Beke          | CD&V     | 2. Oktober 2019     | 30. September 2024 |
| Minister für Finanzen und Haushalt, Energie, Wohnen und Kulturerbe                                                          | Matthias Diependaele | N-VA     | 2. Oktober 2019     | 30. September 2024 |
| Ministerin für Mobilität und öffentliche Arbeiten                                                                           | Lydia Peeters        | Open VLD | 19. Juli 2019       | 30. September 2024 |
| Minister für Brüsseler Angelegenheiten, Jugend und Medien                                                                   | Benjamin Dalle       | CD&V     | 2. Oktober 2019     | 30. September 2024 |